# Субота Врлић
Субота Врлић (рођ. пре 1500. у Јагодини - ум. након 1527.) је био српски првак у јужним областима Краљевине Угарске. Борио се против Турака, стекавши војна знања. Након Мохачке битке (1526) јавља се као један од најближих сарадника самозваног српског цара Јована Ненада, који је формирао самосталну српску државу са средиштем на подручју Бачке и престоницом у Суботици. Субота Врлић је тада обављао високу службу палатина, односо ризничара на двору Јована Ненада, чија је држава пропала већ 1527. године. У њихову част, у Суботици је 1927. године подигнут споменик цару Јовану Ненаду, Суботи Врлићу и Фабијану Литерати. Фашистичке мађарске јединице су 1941. године уништиле споменик, али су га патриотски грађани сачували у приватним подрумима под надзором вајара Саве Халугина, који га је поправио и 1991. године је враћен на место где и данас стоји.